# Лук Шевока
Лук Шевока (лат. Allium chevockii) — редкий вид дикого лука, известный под обиходным названием испанский игольчатый лук.    Он встречается только на ограниченной территории в южной Сьерра-Неваде в Калифорнии.  

## Описание
Невысокое травянистое растение.  
Листья стойкие, твёрдые, в сечении круглые, 0–40 см длиной и до 0,4 см толщиной. 
Луковица шириной от одного до полутора сантиметров, которая может иметь одну или две крупные дочерние луковицы.  
Цветоносы прямые, одиночные, твёрдые, круглые в сечении, 10–20 см высотой и до 0,5 см в сечении. На стрелке находится зонтик из 12–30 колокольчатых цветков, каждый шириной чуть более сантиметра. Шесть блестящих листочков околоцветника имеют цвет от тёмно-бордового до насыщенно-розового и могут быть белыми у основания. Листочки околоцветника изогнуты и закручиваются наружу от центра цветка, что уникально для луков. Пыльники жёлтые.  

## Распространение

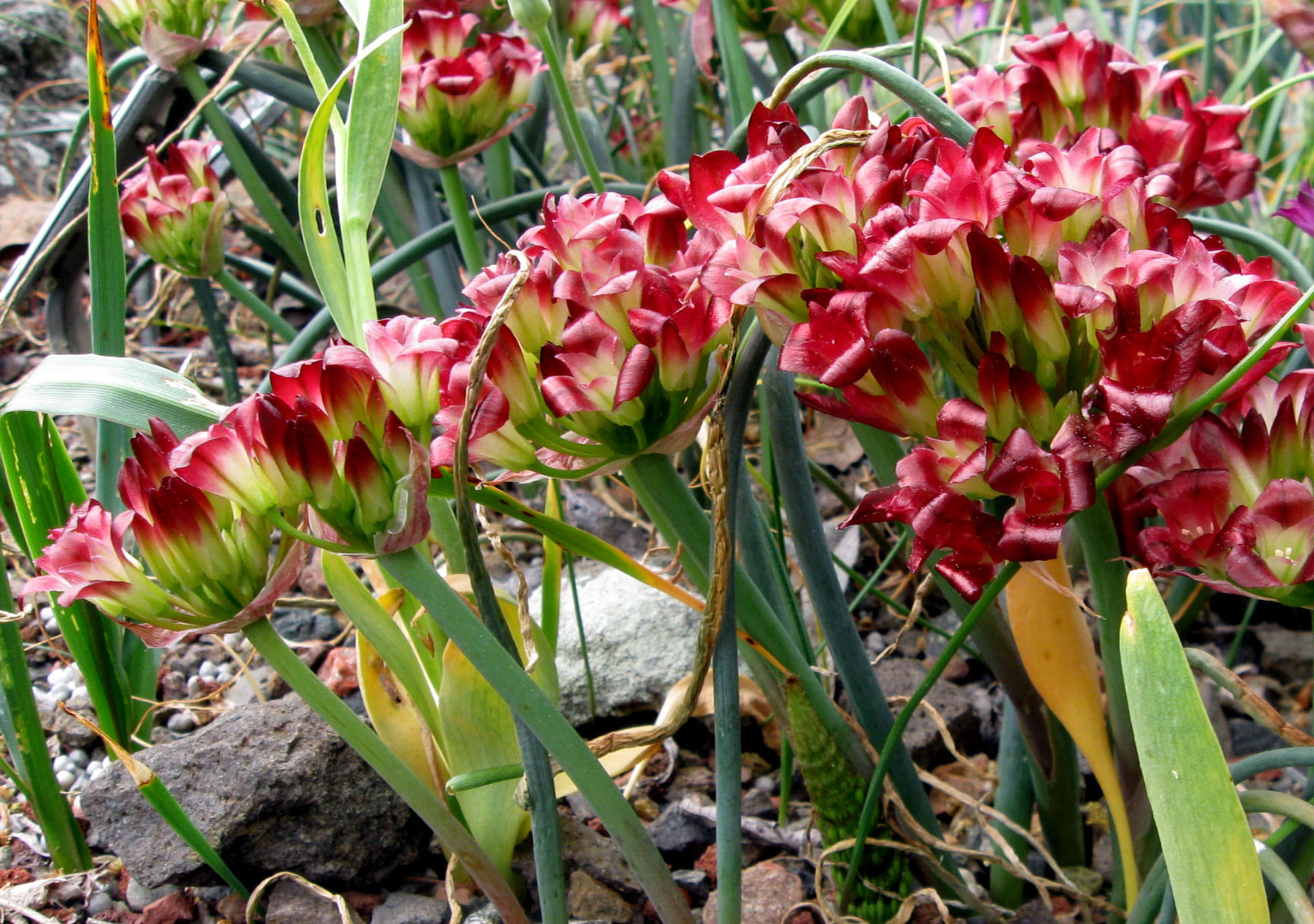
Общий вид цветущих растений

Растение является эндемиком южной Калифорнии. Известные места обитания встречаются на пике Спэниш-Нидл и каньоне Хорс в горах округа Керн. Популяция пика Спэниш-Нидл расположена к северу от пика Оуэнс в Сьерра-Неваде, недалеко от границ с округами Туларе и Иньо.